# Bahrám III.
Bahrám III. byl perský velkokrál z rodu Sásánovců vládnoucí čtyři měsíce v roce 293. Jeho otcem byl král Bahrám II. (276–293), pradědem král Šápúr I., jeden z nejvýznamnějších perských panovníků ve starověku. Před svým nástupem na trůn měl Bahrám titul krále Saků, který mu udělil Bahrám II. po porážce revolty prince Hormizda, podporované sackou nobilitou.
Bahrámovo krátké panování bylo od počátku poznamenáno tím, že velká část velmožů si přála za vladaře někdejšího arménského krále Narsého, Bahrámova prastrýce a posledního žijícího syna Šápúra I. V konfliktu mezi oběma pretendenty trůnu byl Narsé úspěšnější a Bahrámův další osud je neznámý.